# Ружанка (Нижньосілезьке воєводство)
Ружанка (пол. Różanka, нім. Rosenthal) — село в Польщі, у гміні Мендзилесе Клодзького повіту Нижньосілезького воєводства.
Населення — 345 осіб (2011).
У 1975-1998 роках село належало до Валбжиського воєводства.

## Демографія
Демографічна структура станом на 31 березня 2011 року:
|          | Загалом | Допрацездатний вік | Працездатний вік | Постпрацездатний вік |
| -------- | ------- | ------------------ | ---------------- | -------------------- |
| Чоловіки | 171     | 19                 | 130              | 22                   |
| Жінки    | 174     | 29                 | 108              | 37                   |
| Разом    | 345     | 48                 | 238              | 59                   |